# Mircea Bașta
Mircea Bașta (n. 10 aprilie 1929, Priponești, Galați, România – d. 12 octombrie 1999, București, România) a fost un actor român de teatru și film.

## Biografie
Actorul Mircea Bașta s-a născut la 10 aprilie 1929, în satul Priponești din plasa Ghidigeni a județului Tutova. 
A absolvit în anul 1953 cursurile secției în limba română a Institutului de Teatru „Szentgyörgyi István” din Cluj (care s-a format prin unificarea facultăților de teatru ale Institutului Român de Artă și Institutului Maghiar de Artă și s-a divizat apoi în 1954: secția în limba română a fost mutată la Institutul de Artă Teatrală și Cinematografică „I.L. Caragiale” din București, iar secția în limba maghiară a fost transferată la Târgu Mureș). A debutat, încă din perioada studiilor, în spectacolul Peste 20 de ani de Mihail Svetlov, reprezentat pe scena Teatrului de Stat din Timișoara, și a jucat apoi John soldatul păcii de Iuri Krotkov, reprezentat în 1952 la Teatrul de Stat din Cluj, și în Bălcescu de Camil Petrescu, reprezentat în 1953 la același teatru.
După absolvirea studiilor, a fost, începând din 1954, actor al Teatrului „Lucia Sturdza Bulandra” din București. A jucat într-un număr mare de spectacole, printre care: Cum vă place de William Shakespeare, Visul unei nopți de vară de Shakespeare, Vlaicu și feciorii lui de Lucia Demetrius, Fotbal de Georges Bellar, Orestia de Eschil, Clipe de viață de William Saroyan, Contrapuncte de Paul Everac, Coloana infinită de Nicolae Tăutu, Puterea și adevărul de Titus Popovici, Anchetă asupra unui tînăr care nu a făcut nimic de Adrian Dohotaru, Labirintul de Eugen Barbu, Romeo și Julieta la sfîrșit de noiembrie de Jan Otčenášek, Noțiunea de fericire de Dumitru Solomon, Io, Mircea Voievod de Dan Tărchilă, Omul cu mârțoaga de George Ciprian, Deșteptarea primăverii de Frank Wedekind, Arsenic și dantelă veche de Joseph Otto Kesselring etc.
A debutat în cinematografie în anul 1960 cu filmul Când primăvara e fierbinte, regizat de Mircea Săucan. A avut roluri mai consistente în filmele Zodia Fecioarei (1967), Subteranul (1967), Explozia (1972), Zestrea (1973), Tatăl risipitor (1974), Prin cenușa imperiului (1976), Aurel Vlaicu (1978) și Raliul (1984).
A fost, alături de Silviu Stănculescu, Florina Cercel, Adela Mărculescu, Gelu Nițu ș.a., unul dintre actorii români care au recitat poezii omagiale dedicate soților Ceaușescu.
Actorul Mircea Bașta s-a retras din activitate în 1990. A murit la 12 octombrie 1999 la București.

## Filmografie
- Când primăvara e fierbinte (1960)
- Runda 6 (1965)
- Zodia Fecioarei (1967)
- Subteranul (1967)
- Vârstele omului (1968)
- Explozia (1972)
- Zestrea (1973)
- Trecătoarele iubiri (1974)
- Robinson Crusoe (1974) - voce
- Tatăl risipitor (1974)
- Un august în flăcări (1974)
- Ștefan cel Mare - Vaslui 1475 (1975)
- Prin cenușa imperiului (1976)
- Pintea (1976) - dublaj de voce
- Speranța nu moare în zori (1976)
- Egmont (1977)
- Aurel Vlaicu (1978)
- Pentru patrie (1978)
- Muntele alb (1978)
- Vlad Țepeș (1979)
- Raliul (1984)
- A doua variantă (1987)
- Romeo și Julieta la sfârșit de noiembrie (film TV, 1990)
- Începutul adevărului (1994)